# Robert Fripp

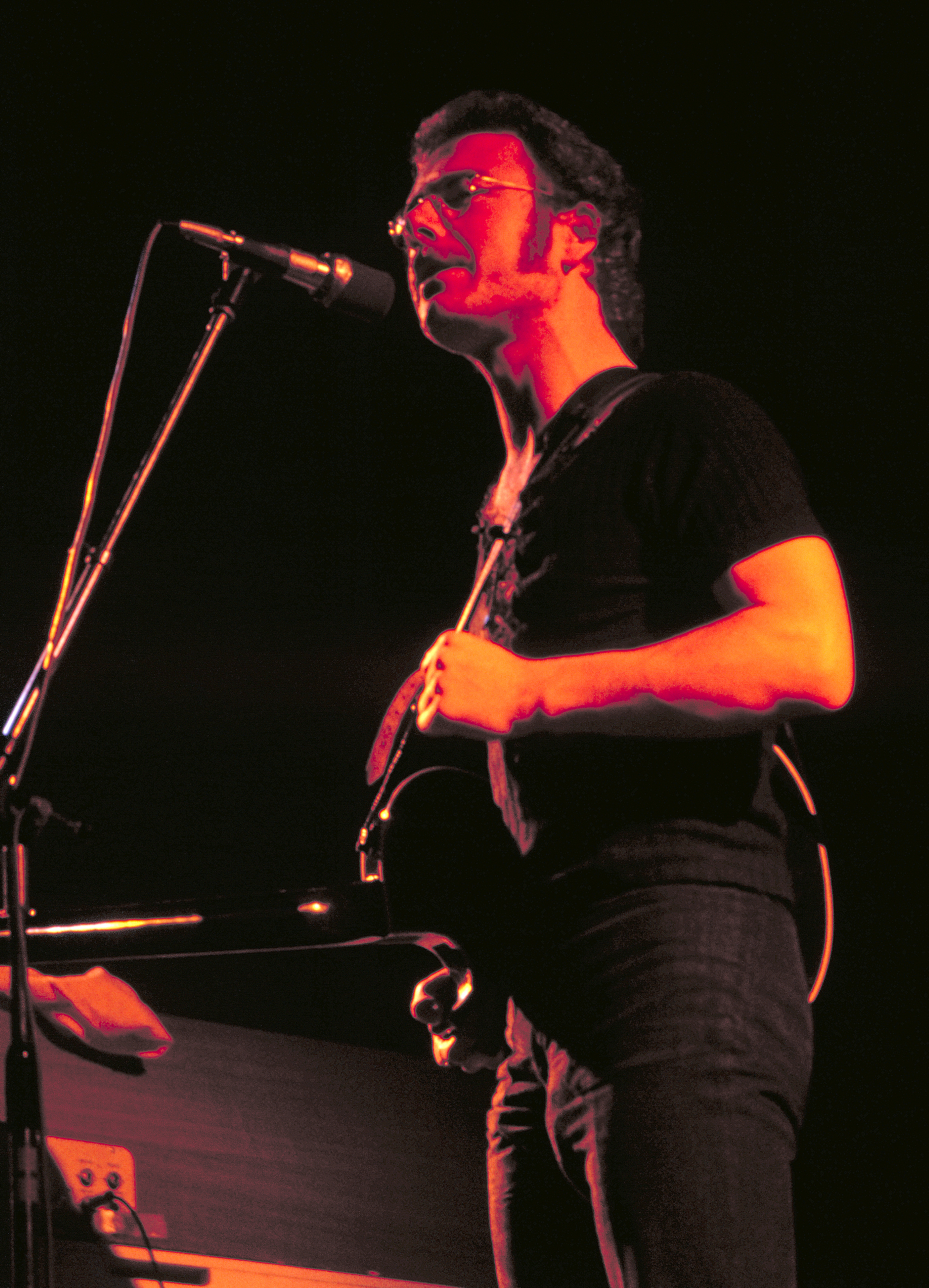
Robert Fripp în turneu cu King Crimson, în 1973.

Robert Fripp (n. 16 mai 1946, Wimborne Minster, Dorset, Regatul Unit) este un chitarist, compozitor și producător englez. Este cel mai cunoscut ca fiind chitaristul dar și unicul membru constant al trupei King Crimson. Fripp a abordat o multitudine de stiluri muzicale și a fost clasat de către revista "Rolling Stone" pe locul 42 în topul "Celor mai buni 100 de chitariști ai tuturor timpurilor" .

## Discografie

### Albume de studio
- The Cheerful Insanity of Giles , Giles and Fripp ( in Giles , Giles and Fripp - 1968 )
- ( No Pussyfooting ) ( cu Brian Eno - noiembrie 1973 )
- Evening Star ( cu Brian Eno - decembrie 1975 )
- Exposure ( iunie 1979 )
- God Save The Queen / Under Heavy Manners ( 1980 )
- The League of Gentlemen ( cu League of Gentlemen - februarie 1981 )
- Let The Power Fall : An Album of Frippertronics ( 1981 )
- I Advance Masked ( cu Andy Summers - 1982 )
- Bewitched ( cu Andy Summers - 1984 )
- Network ( 1985 )
- God Save The King ( cu League of Gentlemen - 1985 )
- The Lady or The Tiger ( cu Toyah Willcox - 1986 )
- Show of Hands ( cu The League of Crafty Guitarists - 1990 )
- Kneeling at The Shrine ( cu Sunday All Over The World - 1991 )
- The First Day ( cu David Sylvian - iulie 1993 )
- Darshan ( cu David Sylvian - 1993 )
- The Bridge Between ( cu California Guitar Trio - 1994 )
- Redemption - Approaching Silence ( cu David Sylvian - 1994 )
- FFWD ( cu The Orb - 11 iulie 1994 )
- Thrang Thrang Gozinbulx ( cu League of Gentlemen - 1996 )
- Pie Jesu ( 1997 )
- The Gates of Paradise ( 1998 )
- Lightness : For The Marble Palace ( 1998 )
- The Repercussions of Angelic Behavior ( cu Bill Rieflin si Trey Gunn - 1999 )
- A Temple in The Clouds ( cu Jeffrey Fayman - 2000 )
- The Equatorial Stars ( cu Brian Eno - 2004 )
- The Cotswold Gnomes ( cu Brian Eno - 2006 )
- Thread ( cu Theo Travis - 2008 )

### Albume live
- The League of Crafty Guitarists Live ! ( 1986 )
- 1999 Soundscapes : Live in Argentina ( 1994 )
- Damage : Live ( cu David Sylvian - ianuarie 1994 )
- Intergalactic Boogie Express : Live in Europe ( 1995 )
- A Blessing of Tears : 1995 Soundscapes , Vol . 2 ( 1995 )
- Radiophonics : 1995 Soundscapes , Vol . 1 ( 1995 )
- That Wich Passes : 1995 Soundscapes , Vol . 3 ( 1996 )
- November Suite : 1996 Soundscapes - Live at Green Park Station ( 1997 )
- Love Cannot Bear ( 2005 )
- At The End of Time ( 2007 )

### Compilații
- Beyond Even ( cu Brian Eno - 2007 )